# Джастін Ґебріел
Філіп Пол Ллойд; псевдонім Валентин Стрілець Ґебріел, PJ Black (англ. Justin Gabriel, Phillip Paul Lloyd, PJ Black; нар. 3 березня 1981, Кейптаун) — професійний південноафриканський реслер, що виступав в World Wrestling Entertainment. Разом із Гітом Слейтером тричі ставав командним чемпіоном WWE. Станом на сьогодні виступає в Ring of Honor (ROH) під псевдонімом PJ Black.

## WWE (2010— наш час)
RAW — 16 серпня 2010 року переміг Ренді Ортона шляхом відліку, але відразу після перемоги Ортон зробив Джастіну прийом RKO. 11 жовтня 2010 року програв Ренді Ортону після RKO. 15 листопада 2010 року разом із Гітом Слейтером перемогли Тайсона Кідда і Девіда Гарт Сміта.

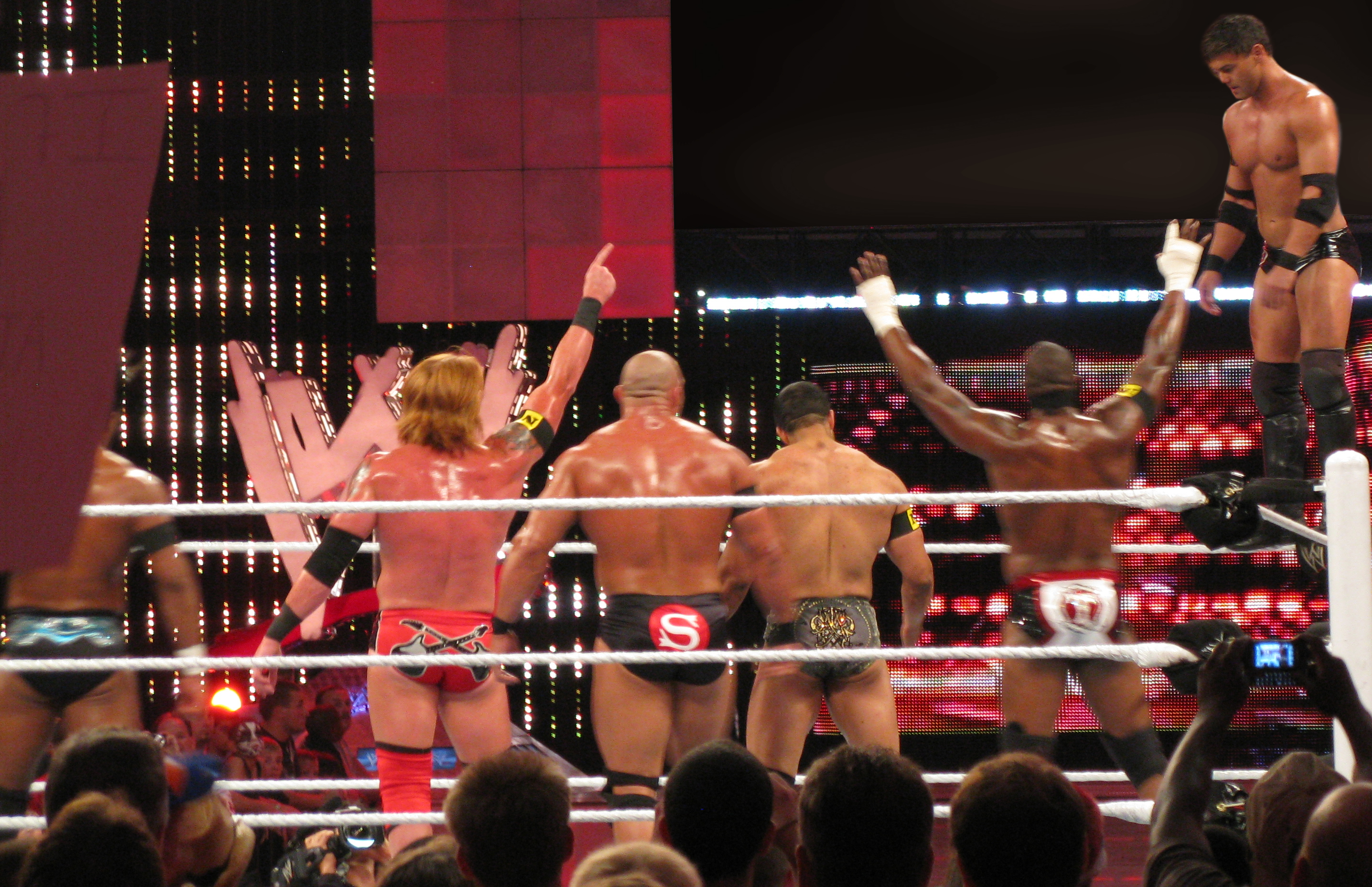

SmackDown — Джастіна перевели на SmackDown, і він вступив в угрупування «The Corre». На супершоу Elimination Chamber у 2011 році в команді з Гітом Слейтером виграв пояси командних чемпіонів у Козлова і Марелли. На випуску SmackDown 22 квітня програв пояси Кейну і Біг Шоу. На арені Over the Limit разом з Гітом Слейтером втрутився у поєдинок Уейда Барретта й Ізекіля Джексона за Інтерконтинентальний пояс, щоб допомогти Барретту. Матч закінчився перемогою Джексона по дискваліфікації. Після того, як Барретт двічі кинув на шматування злого Ізекіля Джексона, вони покидають угрупування. Після цього Ґебріел і Слейтер почали виступати удвох. Вони почали ворожнечу з братами Усо, але в першому ж матчі 17 червня програли їм, а потім перемогли їх в матчі-реванші 24 червня. Наступного дня він разом зі Слейтером були оголошені учасниками шоу Money in the Bank в Чикаго, штат Іллінойс.
8 липня знову зазнали поразки від братів Усо, після чого посварилися один з одним, і стали виступати окремо. Після шоу Money in the Bank Ґебріел став виступати як позитивний персонаж, починаючи ворожнечу проти Тайсона Кідда, перемігши його на шоу на арені Superstars 21 липня, а потім 9 серпня на арені NXT, обидва рази після коронного фінішера. Пізніше кілька разів з'являвся в командних матчах, де його партнером був Шеймус, що поступово змінився на Горнсвоґґла. Після у Джастіна з'явилася перерва. Він рідко виступав, зрідка з'являючись на шоу Superstars і NXT. Але на Elimination Chamber (2012) Джастін провів матч проти чемпіона США Джека Сваґґера, але програв йому, після чого на Superstars перед РеслМанією об'єднався з Тайсоном Кіддом і 1 квітня команда провела матч за титул Командних Чемпіонів. На жаль, безуспішно. Під час цього матчу Джастін отримав травму ліктя і вибув на невизначений термін. Повернувся на NXT де переміг у командному поєдинку.

## Коронні прийоми
- 450° splash

Улюблені прийоми
1. Discus elbow smash
2. Slingshot senton
3. Spin kick
4. Springboard crossbody
5. Springboard moonsault
6. STO
7. Superkick

## Модельна кар'єра
Ллойд брав участь у численних модельних конкурсах. Він посів перше місце серед моделей чоловічого фітнесу, що проводиться FAME SA, шосте місце у конкурсі Mr Body Classic 2008 року, проведеному Mr & Ms Body Beautiful SA, а також восьмим серед моделей чоловіків 2007 року, проведеним компанією Mr & Ms Fitness SA та досяг п'ятірки кращих у Mr Physique Division у 2008 р. серед моделей чоловіків.

## Інше
У серпні 2013 року Ллойд з'явився на телеканалі Discovery Channel «Акула після темряви». У вересні 2013 року він був представлений в епізоді Total Divas як любовний інтерес JoJo.
Габріель дебютував у відеоіграх у WWE SmackDown проти Raw 2011, а пізніше з'явився у WWE '12, WWE '13 та WWE 2K14. Він також з'являється у WWE 2K15 як Джастін Габріель та Зайчик (NPC, з'являється лише у вході Адама Роуза).